# 신시로역
신시로역(일본어: 新城駅)은 일본 아이치현 신시로시에 위치한 도카이 여객철도 이다선의 철도역이다. 단선 · 섬식의 형태를 합친 복합 구조의 승강장을 갖춘 지상역이다.

## 타는 곳
| 승강장 | 노선     | 방향 | 행선지               | 비고                                |
| ------ | -------- | ---- | -------------------- | ----------------------------------- |
| 1      | ■ 이다선 | 상행 | 도요하시 방면        | 주부텐류 방면으로부터의 열차가 사용 |
| 2      | ■ 이다선 | 상행 | 도요하시 방면        | 신시로 시발의 열차가 사용           |
| 2      | ■ 이다선 | 하행 | 주부텐류 · 이다 방면 |                                     |
| 3      | ■ 이다선 | 상행 | 도요하시 방면        | 신시로 시발의 열차가 사용           |
| 3      | ■ 이다선 | 하행 | 주부텐류 · 이다 방면 | 일부 열차만 사용                    |

## 역 주변
- NHK 나고야 방송국 신시로 라디오 중계국
- 주부닛폰 방송 신시로 라디오 중계국
- 도카이 라디오 방송 신시로 라디오 중계국
- 신시로 시청
- 신시로 세무서
- 신시로 간이 재판소
- 국도 제151호선
- 국도 제301호선

## 역사
- 1898년 4월 25일 : 도요카와 철도의 역으로서 개업.
- 1900년 9월 23일 : 도요카와 철도선이 오미까지 연신, 도중역으로 한다.
- 1943년 8월 1일 : 국유화, 국철 이다선의 역으로 한다.
- 1972년 4월 1일 : 화물의 취급을 폐지.
- 1984년 3월 24일 : 과선교를 신설.
- 1985년 3월 14일 : 하물의 취급을 폐지.
- 1987년 4월 1일 : 일본국유철도 분할 민영화에 의해, 도카이 여객철도가 승계.
- 2002년 7월 1일 : 업무 위탁화.

## 인접 역
| 도카이 여객철도 이다선 | 도카이 여객철도 이다선 | 도카이 여객철도 이다선         |
| ---------------------- | ---------------------- | ------------------------------ |
| 시·종착역              | ■ 쾌속 (신시로역 시발) | 미카와이치노미야 도요하시 방면 |
| 도카이 여객철도 이다선 |                        |                                |
| 노다조 도요하시 방면   | ■ 쾌속 · ■ 보통        | 히가시신마치 다쓰노 방면       |